# Sean Flynn
Sean Flynn, född 14 juli 1989 i Los Angeles, Kalifornien, är en amerikansk skådespelare, känd för rollen som Chase Matthews i TV-serien Zoey 101.
Hans morfar var skådespelaren Errol Flynn.

## TV
- Sliders
- Family Guy
- The Snobs
- Zoey 101
- Devious Maids

## Film
- Simon Birch
- The Grail
- Alex in Wonder
- According to Spencer
- Scorched
- Bad Blood: The Hatfields and McCoys
- The Return of the Killer Shrews
- The Last of Robin Hood
- The Conjuring
- Withering High School